# Bustul reginei Nefertiti
Bustul reginei Nefertiti este un bust din calcar acoperit cu stuc pictat al reginei Nefertiti, marea soție a faraonului egiptean Akhenaton. Este expus la Muzeul Egiptean din Berlin.
Se crede că lucrarea a fost realizată în 1345 î.Hr. de către artistul Tutmes, deoarece a fost găsită în atelierul acestuia din Tell-el Amarna, Egipt. Este una dintre cele mai copiate lucrări din Egiptul Antic. Nefertiti a devenit una dintre cele mai faimoase femei din lumea antică și un simbol al frumuseții feminine.
O echipă de arheologi germani condusă de Ludwig Borchardt a descoperit bustul în anul 1912 în atelierul lui Tutmes. A fost păstrat în diferite locații din Germania de la descoperirea sa, inclusiv în pivnița unei bănci, o mină de sare din Merkers-Kieselbach, muzeul Dahlem, Muzeul Egiptean din Charlottenburg și Muzeul Altes. Este expus la Neues Museum din Berlin, unde a fost expus inițial înainte de cel de-al Doilea Război Mondial. Egiptul a solicitat returnarea bustului, argumentând faptul că există reglementări care interzic scoaterea din țară a obiectelor de mare valoare arheologică. Egiptul îl acuză pe Borchardt că „a împachetat bustul reginei Nefertiti pentru a-i ascunde valoarea și pentru a-l scoate ilegal din țară”.
Bustul lui Nefertiti a devenit nu numai o emblemă definitorie a Egiptului antic, ci și un simbol al impactului pe care colonialismul european l-a avut asupra istoriei și culturii Egiptului. Bustul a fost subiectul unei controverse între Egipt și Germania privind cererile egiptene de a-l returna, dispută ce a început în anul 1924, când bustul a fost expus pentru prima dată publicului. Această situație a stârnit, de asemenea, discuții mai largi despre rolul muzeelor în contextul decolonizării. Astăzi, Egiptul continuă să ceară repatrierea bustului, în timp ce oficialii germani și Muzeul din Berlin își afirmă dreptul de proprietate, invocând un protocol oficial, semnat de arheologii germani și de Serviciul de Antichități Egiptean, condus de francezi la acea vreme. 

## Istorie

### Context

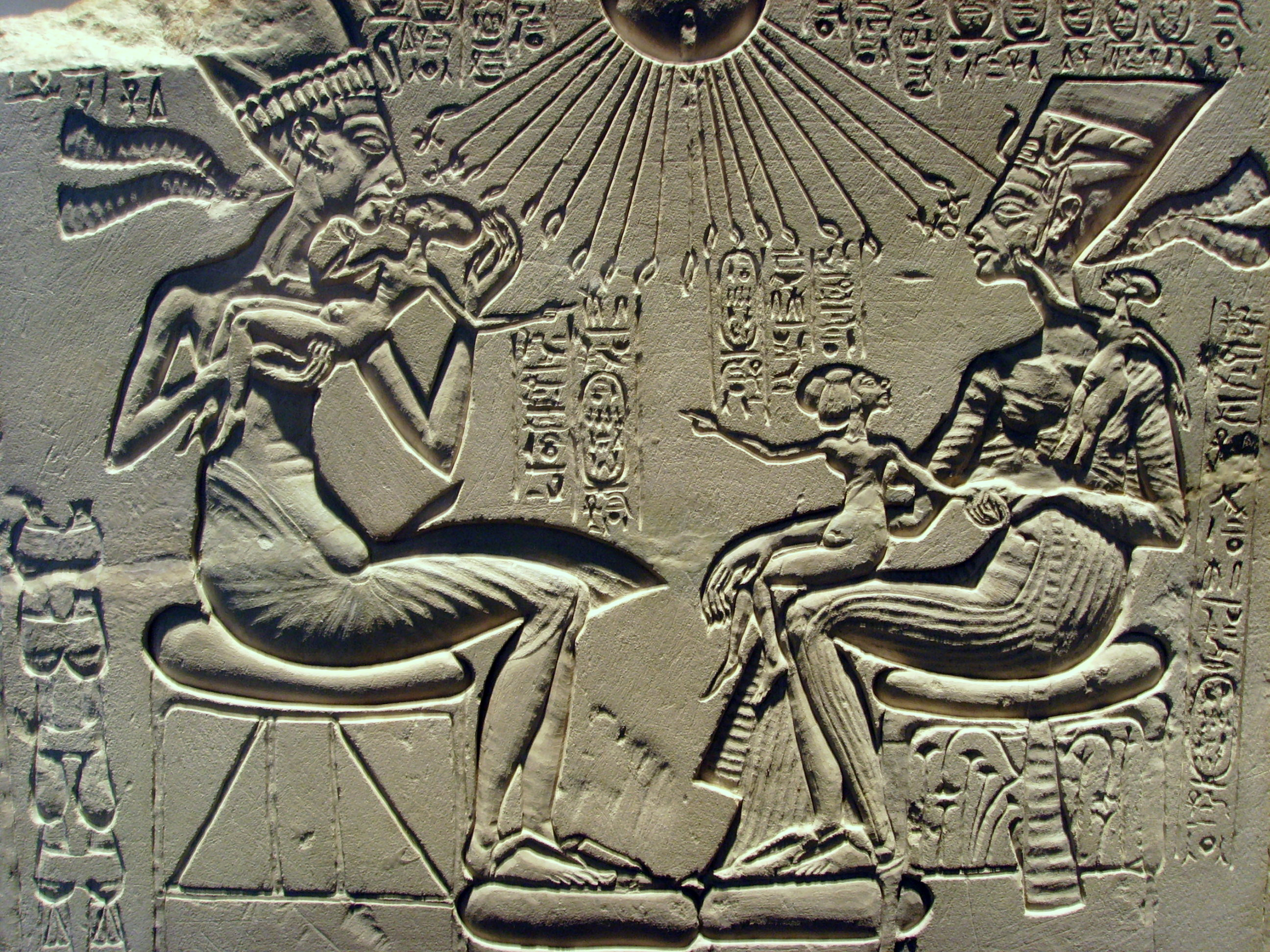
Un „altar de casă” (c. 1350 BC) înfățișându-l pe Akhenaton, Nefertiti și trei dintre fiicele lor. Nefertiti este prezentată purtând o coroană asemănătoare cu cea pe care o poartă în reprezentarea din bust.

Nefertiti (care înseamnă „frumoasa care, iată, vine”) a fost, în secolul al XIV-lea î.Hr., marea soție regală (principala soție) a faraonului egiptean Akhenaton din dinastia a XVIII-a a Egiptului. Akhenaton a introdus o nouă religie monoteistă, numită „atonism”, dedicată discului solar Aton. Se știu puține lucruri despre Nefertiti. Teoriile sugerează că ar fi putut fi o membră a familiei regale egiptene din naștere, o prințesă străină sau fiica unui înalt funcționar guvernamental pe nume Ay, care a devenit faraon după Tutankhamon. Este posibil ca ea să fi fost co-guvernator al Egiptului alături de Akhenaton, care a domnit între 1352 î.Hr. și 1336 î.Hr. Nefertiti i-a dăruit lui Akhenaton șase fiice, dintre care una, Ankhesenpaaten (renumită Ankhesenamun după suprimarea cultului lui Aton), s-a căsătorit cu Tutankhamon, fiul vitreg al lui Nefertiti. Deși s-a crezut mult timp că Nefertiti ar fi dispărut în al doisprezecelea an al domniei lui Akhenaton, fie prin deces, fie pentru că și-a schimbat numele, o inscripție descoperită într-o carieră de calcar la Dayr Abū Ḥinnis arată că era încă în viață în al șaisprezecelea an al domniei soțului ei, „pe partea de est a Nilului, la aproximativ zece kilometri [6 mile] nord de Amarna", în guvernoratul Al-Minya de astăzi. Este posibil ca Nefertiti să fi preluat titlul de faraon pentru scurt timp după moartea soțului ei.
Se consideră că bustul lui Nefertiti a fost realizat în jurul anului 1345 î.Hr. de sculptorul Tutmes.

### Descoperirea bustului și scoaterea sa din Egipt

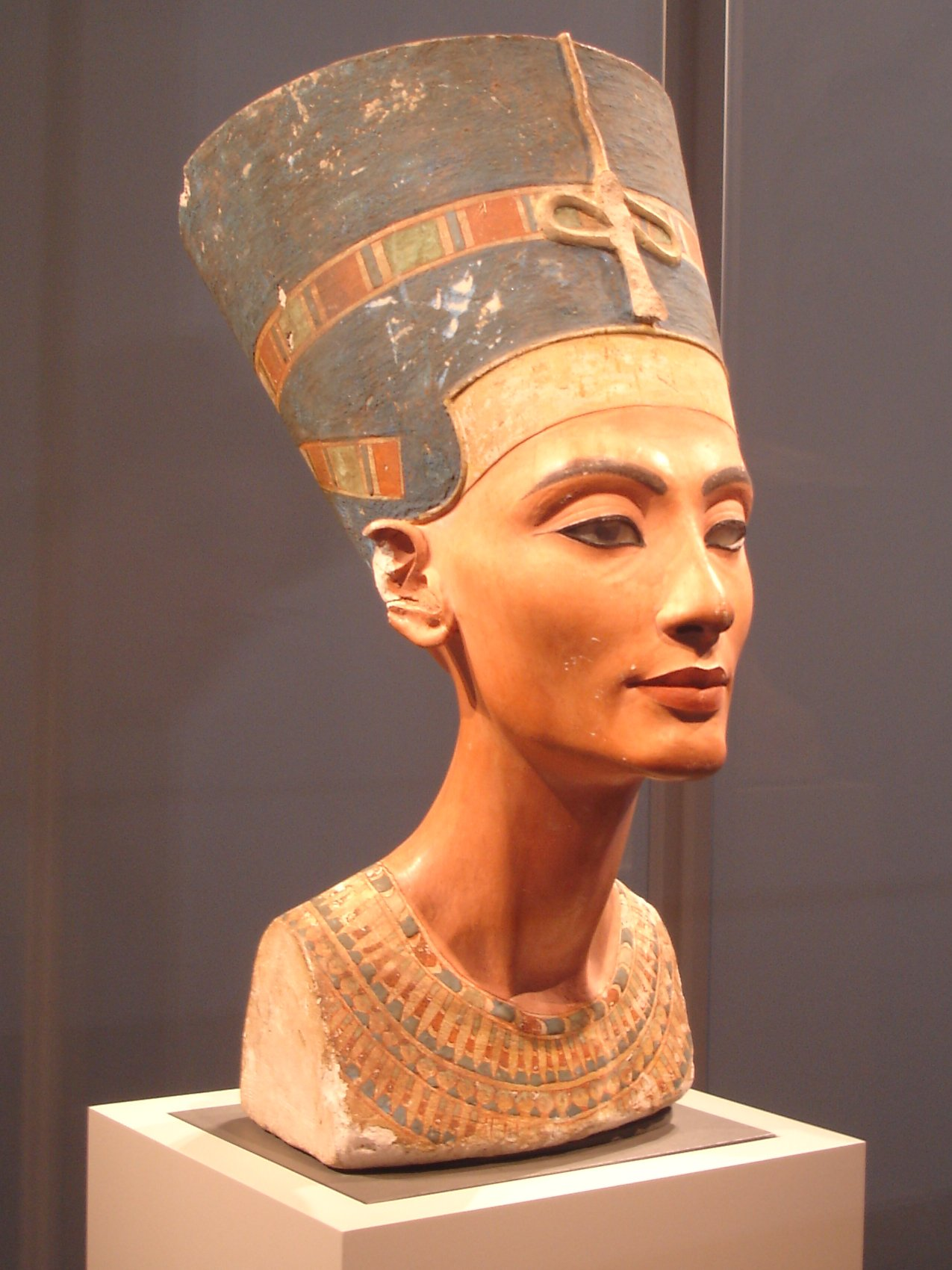
Bustul reginei Nefertiti

Bustul a fost găsit pe 6 decembrie 1912 la Amarna de o echipă arheologică finanțată de Compania Germană Orientală (Deutsche Orient-Gesellschaft – DOG), o asociație de voluntari fondată de unul dintre cei mai bogați bărbați din Prusia, James Simon, care a exportat peste 20.000 de artefacte din Egipt și Irak. Echipa a fost condusă de arheologul german Ludwig Borchardt. Bustul a fost găsit în ruinele  atelierului sculptorului Tutmes, împreună cu alte busturi neterminate ale reginei Nefertiti. Jurnalul lui Borchardt oferă principala relatare scrisă a descoperirii; acesta remarcă: „Deodată, am avut în mâinile noastre cea mai vie operă de artă egipteană. Nu o poți descrie în cuvinte. Trebuie să o vezi”.
Un document din 1924 găsit în arhivele Companiei Orientale Germane amintește de o întâlnire din 20 ianuarie 1913 dintre Borchardt și un înalt oficial egiptean pentru a discuta despre împărțirea descoperirilor arheologice din 1912 între Germania și Egipt. Potrivit secretarului Companiei Orientale Germane (care a fost autorul documentului și care a fost prezent la ședință), Borchardt „a vrut să păstreze bustul pentru noi”, referindu-se la Germania.
În timp ce Philipp Vandenberg descrie furtul ca fiind „aventuros și dincolo de comparație”, revista Time îl listează printre „Top 10 artefacte jefuite”. Borchardt i-a arătat inspectorului șef de antichități francez al Egiptului, Gustave Lefebvre, o fotografie a bustului „care nu o arăta pe Nefertiti în cea mai bună lumină a ei”. Când Lefebre a inspectat artefactele găsite în anchetă, bustul era deja înfășurat într-o cutie așezată într-o cameră slab luminată. Nu se știe dacă Lefebre „s-a dat de cap să ridice bustul din cutie”. De asemenea, Borchardt a susținut în mod greșit că bustul a fost făcut din gips, în loc din calcar. Societatea Orientală Germană susține că descoperirile săpăturii au fost împărțite în mod echitabil, menționând că Nefertiti se afla în fruntea listei de schimb și că „inspectorul ar fi putut privi totul îndeaproape la momentul respectiv”.

## Descriere și examinări
Bustul are înălțimea de 48 de centimetri și cântărește aproximativ 20 kilograme (44 lb). Este realizat dintr-un miez de calcar acoperit cu straturi de stuc pictate. Fața este complet simetrică și aproape intactă, dar ochiului stâng îi lipsește incrustația prezentă în ochiul drept. Irisul ochiului drept este din cuarț introdus cu vopsea neagră și fixat cu ceară de albine. Fundalul orbitei este calcar simplu, neîmpodobit. Nefertiti poartă coroana ei albastră caracteristică, cunoscută sub numele de „coroana lui Nefertiti”, cu o bandă de diademă aurie înconjurată ca niște panglici orizontale și unindu-se la spate și un Uraeus (cobra), care este acum rupt, deasupra sprâncenelor ei. Ea poartă, de asemenea, un guler lat cu un model floral. Urechile au suferit unele leziuni. „În Art Through the Ages de Gardner, se sugerează că „Prin acest bust elegant, Tutmes ar fi putut face aluzie la o floare grea pe o tulpină subțire și delicată, accentuând greutatea capului încoronat și lungimea gâtului aproape serpentină.”.
Potrivit lui David Silverman, bustul reflectă stilul clasic de artă egipteană, deviând de la „excentricitățile” stilului de artă Amarna, care a fost dezvoltat în timpul domniei lui Akhenaton. Funcția exactă a bustului este necunoscută, deși se presupune că bustul ar putea fi modelul unui sculptor pentru a fi folosit ca bază pentru alte portrete oficiale, păstrate în atelierul artistului.

### Culori
Borchardt a comandat o analiză chimică a pigmenților colorați ai capului. Rezultatul examenului a fost publicat în cartea Portretul reginei Nofretete în 1923:
- Albastru: frită pudrată, colorată cu oxid de cupru
- Culoarea pielii (roșu deschis): pudră fină de var colorată cu cretă roșie (oxid de fier)
- Galben: orpiment (sulfură de arsenic)
- Verde: frită pudră, colorată cu cupru și oxid de fier
- Negru: cărbune cu ceară ca agent de legare
- Alb: cretă

### Lipsa ochiului stâng
Când bustul a fost descoperit pentru prima dată, nu era prezent niciun cuarț care să reprezinte irisul globului ocular stâng ca în celălalt ochi și niciunul nu a fost găsit, în ciuda unei căutări intense și a unei recompense semnificative de 1000 de lire sterline oferite pentru informații cu privire la locul în care se află. Borchardt a presupus că irisul de cuarț a căzut atunci când atelierul lui Tutmes a fost distrus. Ochiul lipsă a dus la speculații că Nefertiti ar fi suferit de o infecție oftalmică și și-a pierdut ochiul stâng, deși prezența unui iris în alte statui ale ei a contrazis această posibilitate. 
Dietrich Wildung a propus că bustul din Berlin a fost un model pentru portretele oficiale și a fost folosit de maestrul sculptor pentru a-și învăța elevii cum să sculpteze structura internă a ochiului și, astfel, irisul stâng nu a fost adăugat. Arta de-a lungul vremii a lui Gardner și Silverman prezintă o viziune similară că bustul a fost păstrat în mod deliberat neterminat. Zahi Hawass, fost ministru egiptean de stat pentru Antichități, a sugerat că Tutmes a creat ochiul stâng, dar că acesta a fost ulterior distrus.

### Tomografii
Bustul a fost pentru prima dată scanat prin tomografie computerizată în anul1992, scanarea producând secțiuni transversale ale bustului la fiecare 5 milimetri (0.20 in). În anul 2006, Dietrich Wildung, directorul Muzeului Egiptean din Berlin, în timp ce încerca o iluminare diferită la Muzeul Altes, unde bustul a fost apoi expus, a observat riduri pe gâtul lui Nefertiti și pungile de sub ochi, sugerând că sculptorul a încercat să înfățișeze semne de îmbătrânire. O scanare computerizată a confirmat descoperirile lui Wildung; Tutmes adăugase gips sub obraji și ochi, în încercarea de a-și perfecționa sculptura.
Scanarea computerizată realizată în 2006, sub conducerea lui Alexander Huppertz, directorul Institutului de Științe Imagistice din Berlin, a dezvăluit o față ridată a lui Nefertiti, sculptată în miezul bustului. Rezultatele au fost publicate în Radiology din aprilie 2009. Scanarea a arătat că Tutmes a plasat straturi de grosimi diferite deasupra miezului de calcar. Fața interioară are cute în jurul gurii și obrajilor și o umflătură pe nas. Pliurile și umflătura de pe nas sunt uniformizate de stratul exterior de stuc. Potrivit lui Huppertz, acest lucru poate reflecta „idealurile estetice ale epocii”. Scanarea din 2006 a oferit mai multe detalii decât cea din 1992, dezvăluind detalii subtile de doar 1-2 milimetri (0,039 - 0,079 in) sub stuc.

## Istorie ulterioară
Bustul a devenit „una dintre cele mai admirate și mai copiate imagini din Egiptul Antic”, iar expoziția vedetă obișnuia să comercializeze muzeele din Berlin. Este văzută ca o „icoană a frumuseții internaționale”. „Prezentând o femeie cu gâtul lung, sprâncenele arcuite elegant, pomeții înalți, un nas zvelt și un zâmbet enigmatic jucat de buzele roșii, bustul a stabilit-o pe Nefertiti drept una dintre cele mai frumoase fețe ale antichității.” Este descris ca fiind cel mai faimos bust al artei antice, comparabil doar cu masca lui Tutankhamon.
Nefertiti a devenit o icoană a culturii Berlinului. Aproximativ 500.000 de vizitatori o văd în fiecare an. Bustul este descris ca fiind „cea mai cunoscută operă de artă din Egiptul antic, probabil din toată antichitatea”. Chipul ei este pe cărți poștale ale Berlinului și pe mărci poștale germane din 1989.

### Locații în Germania

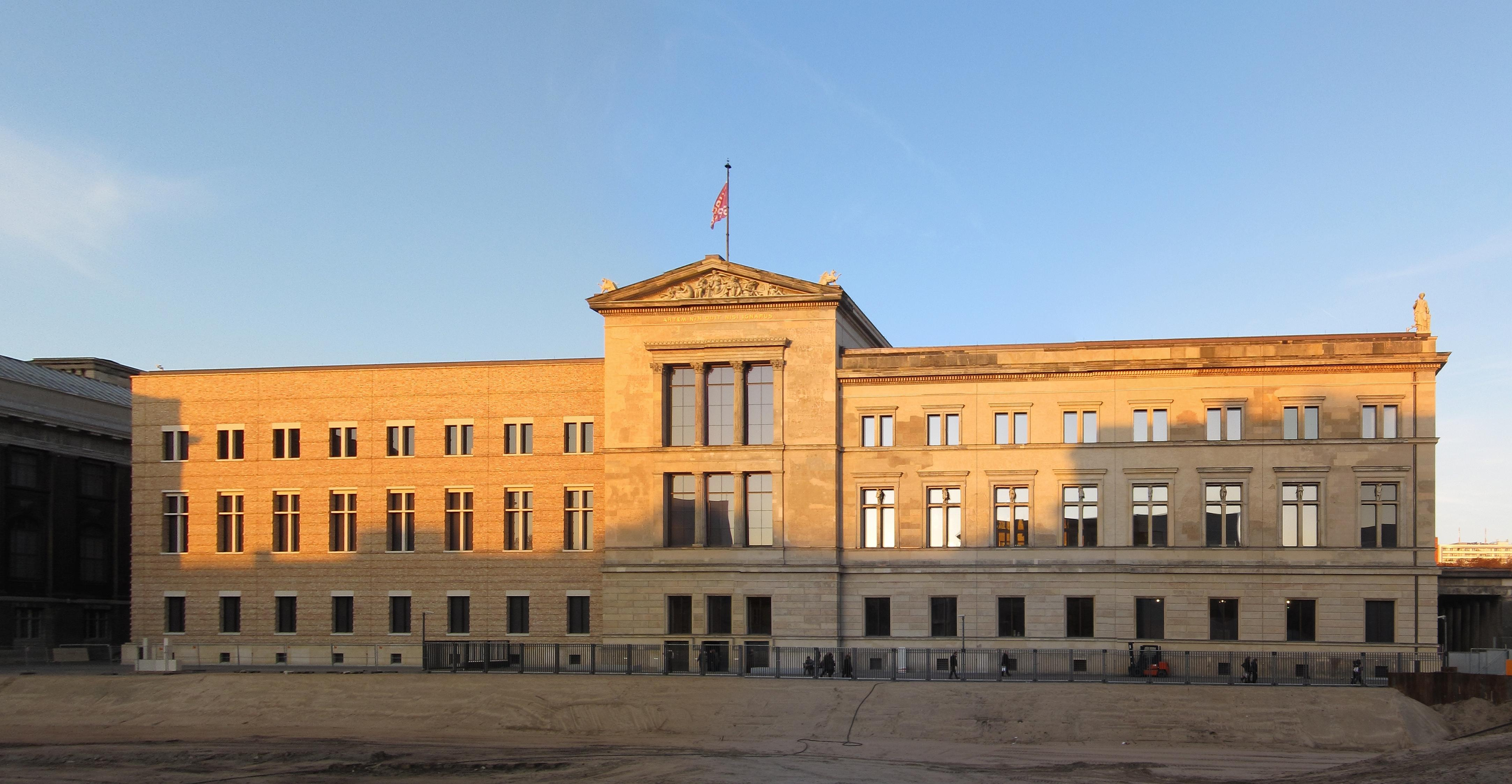
Neues Museum, Berlin este locația actuală a bustului lui Nefertiti

Bustul se află în Germania din 1913, când a fost expediat la Berlin și prezentat lui James Simon, un comerciant angro și sponsorul săpăturii Amarna. A fost expus la reședința lui Simon până în anul 1913, când Simon a împrumutat bustul și alte artefacte din săpătura Amarna Muzeului din Berlin. Deși restul colecției Amarna a fost expusă în 1913-1914, bustul a fost ținut secret la cererea lui Borchardt. În 1918, muzeul a discutat despre expunerea publică a bustului, dar a ținut din nou secret acest lucru la cererea lui Borchardt. A fost donat permanent muzeului în 1920. În 1923, bustul a fost dezvăluit publicului în scrierile lui Borchardt; în 1924, a fost expusă publicului ca parte a Muzeului Egiptean din Berlin. Bustul a creat senzație, devenind rapid o icoană de renume mondial a frumuseții feminine și unul dintre cele mai recunoscute artefacte care a supraviețuit din Egiptul Antic. Bustul a fost expus în Neues Museum din Berlin de pe Insula Muzeelor până când muzeul a fost închis în 1939; odată cu debutul celui de-al Doilea Război Mondial, muzeele din Berlin au fost golite și artefactele mutate în adăposturi sigure pentru păstrare. Depozitat inițial în pivnița Băncii Guvernamentale Prusace, bustul a fost mutat în toamna anului 1941 în turnul unui buncăr antiaparat din Berlin. Muzeul Neues a suferit bombardamente în 1943 de către Royal Air Force. La 6 martie 1945, bustul a fost mutat într-o mină de sare germană din Merkers-Kieselbach din Turingia.
În martie 1945, bustul a fost găsit de armata americană și predat filialei Monumente, Arte Plastice și Arhive. A fost mutat la Reichsbank din Frankfurt și expediat în august la punctul central de colectare al SUA din Wiesbaden, unde a fost expus public începând cu 1946. A rămas expus la Muzeul Wiesbaden timp de zece ani înainte de a fi transferat în 1956 la Berlinul de Vest, unde a fost expus la Muzeul Dahlem. Încă din 1946, Germania de Est (Republica Democrată Germană) a făcut presiuni pentru întoarcerea bustului pe Insula Muzeelor din Berlinul de Est, unde fusese expus înainte de război. În 1967, bustul a fost mutat la Muzeul Egiptean din cartierul Charlottenburg din Berlin și a rămas acolo până în 2005, când a fost mutat la Muzeul Altes. Bustul a revenit la Neues Museum ca piesă centrală atunci când muzeul a fost redeschis în octombrie 2009.

## Controverse

### Cereri de repatriere în Egipt
De la dezvelirea oficială a bustului la Berlin în 1924, autoritățile egiptene au cerut întoarcerea acestuia în Egipt. În 1925, Egiptul a amenințat că va interzice săpăturile germane în Egipt dacă nu va fi returnat bustul. În 1929, Egiptul s-a oferit să schimbe alte artefacte pentru bust, dar Germania a refuzat.
Deși Germania s-a opus cu fermitate repatrierii, în 1933 Hermann Göring a considerat returnarea bustului regelui Fuad I al Egiptului ca un gest politic. Hitler s-a opus ideii și a spus guvernului egiptean că va construi un nou muzeu egiptean pentru Nefertiti. „La mijloc, această minune, Nefertiti, va fi tronată”, a spus Hitler. „Nu voi renunța niciodată la capul reginei”. În timp ce bustul era sub control american, Egiptul a cerut Statelor Unite să-l predea; SUA au refuzat și au sfătuit Egiptul să ia problema cu noile autorități germane. În anul 1950, Egiptul a încercat din nou să inițieze negocieri, dar nu a existat niciun răspuns din partea Germaniei. În 1989, președintele egiptean Hosni Mubarak a văzut bustul și a anunțat că Nefertiti este „cel mai bun ambasador al Egiptului” la Berlin.
Arheologul egiptean, egiptologul și fostul ministru de stat pentru antichități, Zahi Hawass credea că bustul aparține Egiptului și că a fost scos ilegal din Egipt și, prin urmare, ar trebui returnat. El a menținut poziția conform căreia autoritățile egiptene au fost induse în eroare cu privire la achiziționarea bustului în 1913 și a cerut Germaniei să demonstreze că acesta a fost exportat în condiții legale. Potrivit lui Kurt G. Siehr, un alt argument în sprijinul repatrierii este că „descoperirile arheologice își au „casa” în țara de origine și ar trebui păstrate în acea țară”. Problema repatrierii a apărut din nou în 2003 din cauza sculpturii Corpul lui Nefertiti. În 2005, Hawass a cerut ca UNESCO să intervină pentru a returna bustul.
În 2007, Hawass a amenințat că va interzice expozițiile de artefacte egiptene în Germania, dacă bustul nu ar fi fost împrumutat Egiptului, dar fără rezultat. El a cerut, de asemenea, un boicot mondial al împrumuturilor acordate muzeelor germane pentru a iniția ceea ce el a numit „război științific”. Hawass a vrut ca Germania să împrumute Egiptului bustul în 2012 pentru deschiderea noului Mare Muzeu Egiptean de lângă Marile Piramide din Giza. Simultan, a fost lansată o campanie numită „Călătoriile lui Nefertiti” de către asociația culturală CulturCooperation, cu sediul în Hamburg, Germania. Aceștia au distribuit cărți poștale cu imaginea bustului și mesajul „Întoarcere la expeditor” și au trimis o scrisoare deschisă ministrului german al Culturii, Bernd Neumann, susținând că Egiptul ar trebui să primească bustul înapoi, sub formă de împrumut. În 2009, când bustul a fost mutat înapoi la Muzeul Neues, adecvarea Berlinului ca locație a fost pusă sub semnul întrebării.
Mai mulți experți în artă de origine germană au încercat să respingă toate afirmațiile făcute de Hawass, indicând documentul din 1924 care discuta despre pactul dintre Borchardt și autoritățile franceze din Egipt. Autoritățile germane au susținut, de asemenea, că bustul este prea fragil pentru a fi transportat și că argumentele legale pentru repatriere au fost nesubstanțiale. Potrivit The Times, Germania ar putea fi îngrijorată că împrumutarea bustului Egiptului ar însemna plecarea sa definitivă din Germania.
În decembrie 2009, Friederike Seyfried, directorul Muzeului Egiptean și al Colecției de Papirus din Berlin, a prezentat egiptenilor documente deținute de muzeu privind descoperirea bustului, care includ un protocol semnat de excavatorul german și Serviciul de Antichități Egiptean. În documente, bustul a fost menționat ca fiind un bust de ipsos pictat al unei prințese, dar în jurnalul său, Borchardt s-a referit în mod clar la el ca fiind capul reginei Nefertiti. „Acest lucru demonstrează că Borchardt a scris această descriere pentru ca țara sa să poată obține statuia”, a spus Hawass. „Aceste materiale confirmă afirmația Egiptului că (el) a acționat imoral, cu intenția de a înșela”. Cu toate acestea, Hawass a spus că Egiptul nu consideră bustul ca fiind o antichitate jefuită. „Îmi doresc foarte mult bustul înapoi”, a spus el. Declarația sa a mai spus că autoritatea de a aproba returnarea bustului în Egipt revine Fundației Patrimoniului Cultural Prusac și ministrului culturii german.

### Acuzații asupra autenticității

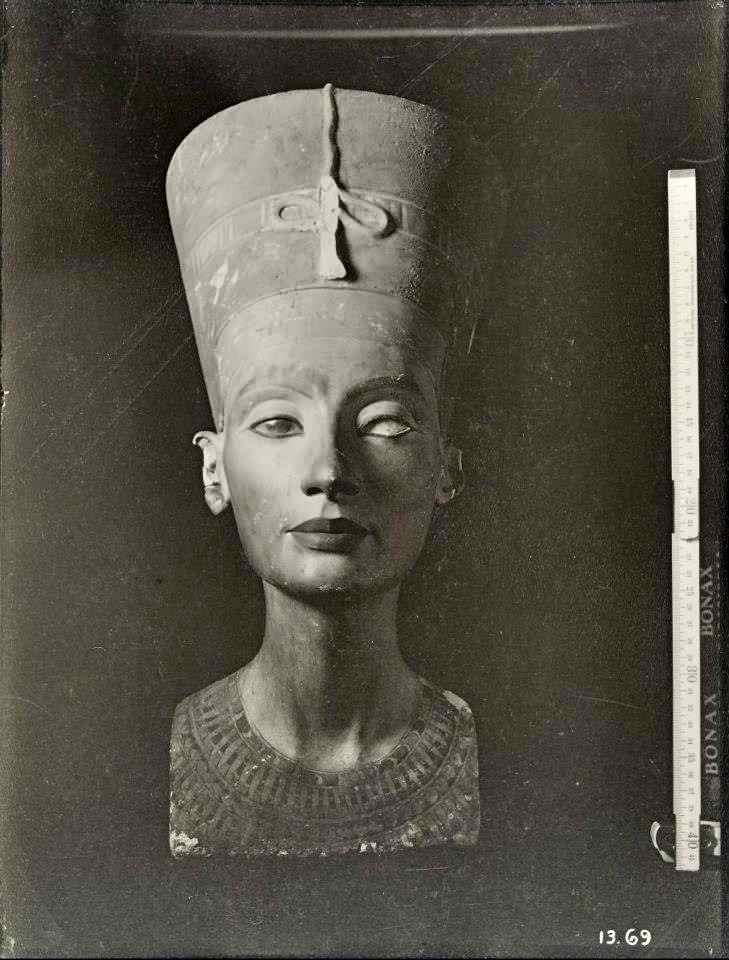
Fotografie cu bustul reginei Nefertiti făcută în anul 1912

Cartea în limba franceză Le Buste de Nefertiti – une Imposture de l'Egyptologie ? (Bustul reginei Nefertiti– o fraudă în egiptologie?) de istoricul de artă elvețian Henri Stierlin și cartea Missing Link in Archaeology a autorului și istoricului berlinez Erdogan Ercivan au susținut că bustul este un fals modern. Stierlin susține că Borchardt ar fi creat bustul pentru a testa pigmenții antici și că atunci când bustul a fost admirat de prințul Johann Georg al Saxonia, Borchardt a pretins că a fost autentic să nu-l jignească pe prinț. Stierlin susține că lipsa ochiului stâng al bustului ar fi fost un semn de lipsă de respect în Egiptul antic, că nu apar înregistrări științifice ale bustului până la 11 ani de la presupusa sa descoperire în 1923 și, chiar dacă pigmenții vopselei sunt vechi, calcarul interior nu a fost niciodată datat. Arheologii francezi prezenți la fața locului nu au menționat niciodată descoperirea și nici relatările scrise ale săpăturilor. Stierlin a remarcat că arheologul „nici măcar nu s-a obosit să furnizeze o descriere, ceea ce este uimitor pentru o lucrare excepțională găsită intactă”. Ercivan sugerează că soția lui Borchardt a fost modelul pentru bust și ambii autori susțin că acesta nu a fost dezvăluit publicului până în 1924, deoarece era un fals. O altă teorie a sugerat că bustul existent a fost realizat în anii 1930 la ordinul lui Hitler și că originalul a fost pierdut în al Doilea Război Mondial.
Oamenii de știință care au studiat sculptura, au descoperit că pigmenții folosiți pe bust au fost potriviți cu cei folosiți de artizanii egipteni antici. Analiza chimică a coloranților și pigmenților a fost făcută inițial de Friedrich Rathgen, prezentată în cartea lui Borchardt „Portretul reginei Nofretete” (1923). Ele se potriveau cu cele din picturile dinastiei a XVIII-a, iar o analiză ulterioară a Institutului Federal de Tehnologie Elvețian a confirmat rezultatele în 1982. Bustul seamănă și cu alte busturi neterminate, dar recunoscute ale reginei Nefertiti.
O scanare computerizată din 2006 care a descoperit „fața ascunsă” a lui Nefertiti a dovedit, potrivit Science News, că bustul era autentic.
În 2009, directorul Muzeului Egiptean din Berlin, Dietrich Wildung, a respins pretențiile de fals. El a declarat că au fost o cascadorie publicitară, adăugând că testele radiologice, tomografia detaliată și analiza materialului îi susțin autenticitatea.
În 2003, Muzeul Egiptean din Berlin a permis duo-ului de artiști maghiari Little Warsaw, András Gálik și Bálint Havas să așeze bustul pe o statuie feminină din bronz, aproape nud pentru o instalație video care va fi prezentată la festivalul de artă modernă Bienala de la Veneția. Artiștii au spus că proiectul, numit Corpul lui Nefertiti a fost o încercare de a aduce un omagiu bustului. Potrivit lui Wildung, a arătat „relevanța continuă a lumii antice pentru arta de astăzi”. Oficialii culturali egipteni au proclamat că este o rușine pentru „unul dintre marile simboluri ale istoriei țării lor” și i-au interzis pe Wildung și soției sale să exploreze în continuare Egipt. Ministrul egiptean al Culturii, Farouk Hosny, a declarat că Nefertiti „nu este pe mâini sigure” și, deși Egiptul nu și-a reînnoit cererile de restituire „datorită bunelor relații cu Germania”, acest „comportament recent” a fost inacceptabil.

### Scanarea 3D a bustului
În 2016, Muzeul Egiptean a solicitat accesul la o scanare color a bustului, realizată de muzeu cu 10 ani înainte. Muzeul a respins cererea, invocând impactul negativ asupra veniturilor magazinelor de suveniruri. În cele din urmă, Fundația pentru Patrimoniul Cultural Prusac care supraveghează muzeul a lansat fișierul, care este acum disponibil (nu direct de la muzeu), totuși a atașat în mod controversat un drept de autor lucrării, care este în domeniul public.

### Bustul reginei Nefertiti și tavanul mormântului regelui Ramses al IV-lea
În ultimele luni, pe rețelele de socializare au apărut imagini care sugerează că tavanul mormântului regelui Ramses al IV-lea ar semăna cu spatele bustului statuii Nefertiti. Aceste imagini sunt însă modificate și nu reflectă realitatea, deoarece tavanul mormântului nu are modele sau desene asemănătoare, așa cum lasă să se înțeleagă aceste fotografii false.

## Semnificație culturală
În 1930, presa germană a descris bustul drept noul lor monarh, personificându-l ca regină. Ca „cea mai prețioasă ... piatră în decorul diademei „din comorile de artă ale „ Germaniei Prusiei ””, Nefertiti avea să restabilească identitatea națională imperială germană după 1918. Hitler a descris bustul ca fiind „o capodoperă unică, un ornament, o adevărată comoară” și s-a angajat să construiască un muzeu pentru a-l găzdui. În anii 1970, bustul a devenit o problemă de identitate națională pentru ambele state germane, Germania de Est și Germania de Vest, create după al Doilea Război Mondial. În 1999, bustul a apărut pe un afiș electoral al partidului politic verde Bündnis 90/Die Grünen ca o promisiune pentru un mediu cosmopolit și multicultural cu sloganul „Femei puternice pentru Berlin!”. Potrivit Claudiei Breger, un alt motiv pentru care bustul a devenit asociat cu identitatea națională germană a fost locul său ca rival al lui Tutankhamon, găsit de britanici care apoi controlau Egiptul.
Bustul a devenit o influență asupra culturii populare, lucrarea realizată de Jack Pierce⁠(d) pentru coafura Elisei Lanchester din filmul Mireasa lui Frankenstein fiind inspirată de el. 